# Stenløse
Stenløse este un oraș în Danemarca.